# 牯岭
牯岭，原稱牯牛嶺，位于中国江西省九江市南郊庐山风景区的中心，是一座海拔1167米的公园式的美丽繁荣的独特的“云中山城”，包括环绕牯岭的东谷和西谷。牯岭镇面积46.6平方公里，常住人口达1.3万，为庐山风景名胜区管理局所在地。

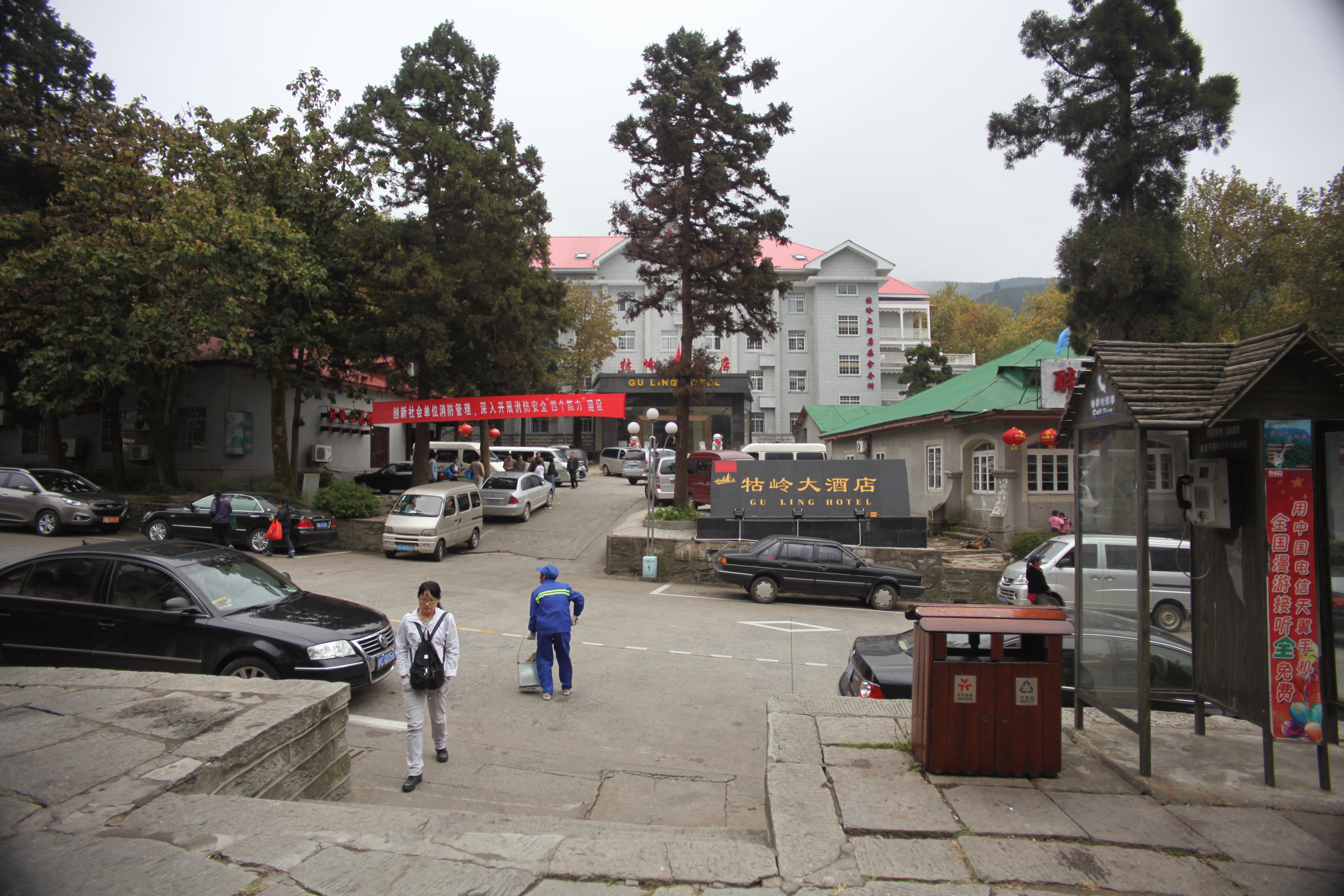
庐山牯岭

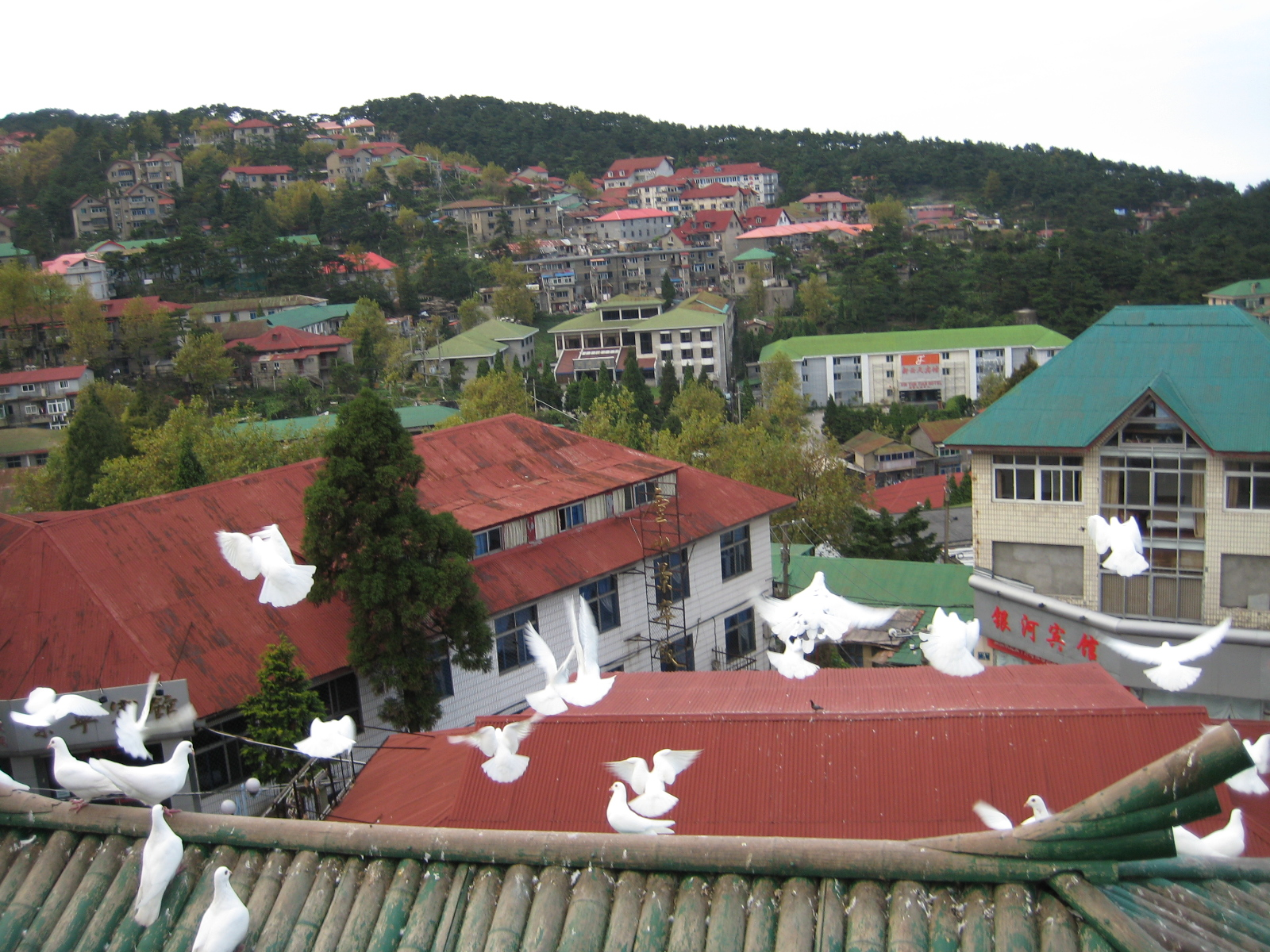
中心廣場一瞥

## 云中山城

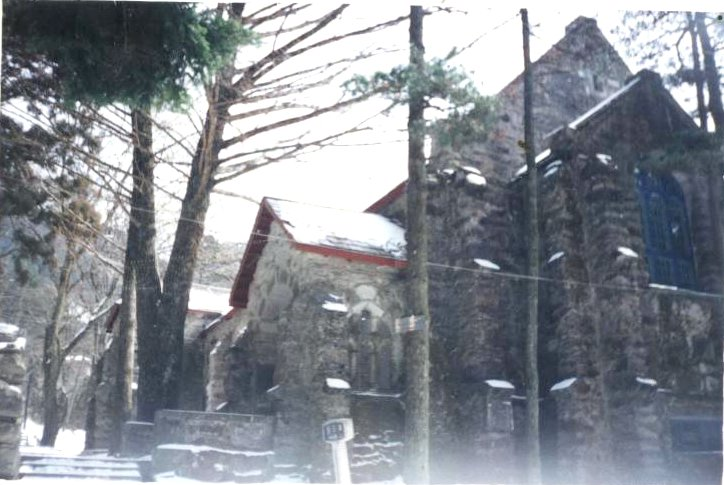
中四路283号，原美国圣公会耶稣升天堂

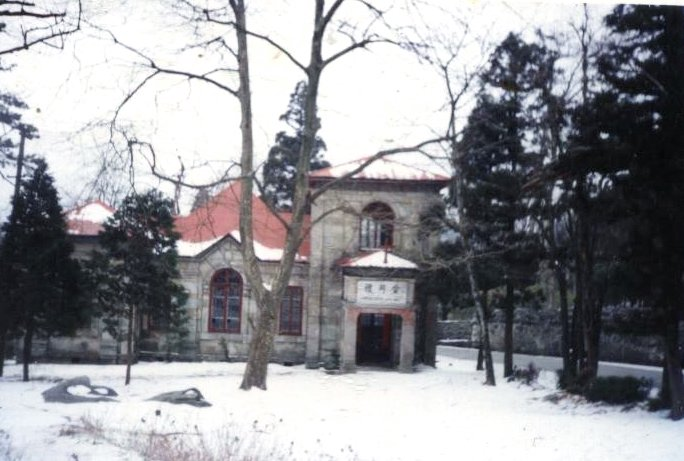
庐山基督教礼拜堂

牯岭的街区经过严格的规划，干净整洁的街道两旁，溪水潺潺，绿树成荫，遮天蔽日。上千栋欧美各种风格的别墅、教堂、宾馆、饭店，错落有致地分布在绿叶丛中。与周围环境十分和谐。号称东方瑞士。
过度的开发，已经使牯岭不堪重负。

## 繁华的正街
弧形的半面街道牯岭正街上，各种商店、酒楼舞厅鳞次栉比，夜间灯火通明，霓红闪烁，游人如过江之鲫。宛如山下的繁华都市。中段的街心公园，恰临剪刀峡豁口，是清晨看日出、白天凭栏远眺长江或观赏云海，入夜欣赏牯岭、九江上下两城万家灯火的绝佳去处。 

## 历史

### 开发以前
牯岭和芦林一带原是明代的禁山。1411年永乐皇帝勅封天池寺，这一代都在禁区之内，严禁采樵放牧。因此原本森林覆盖率较高。 

### 西方教士的開發
1886年，英国循道会传教士李德立（1864年－1939年）上庐山，看中了这里的凉爽气候，打算在牯牛岭长冲（东谷）租地建别墅，招徕外侨上山避暑。1895年，李德立从中国官府得到租契，开始把这里逐步开发为避暑胜地。并根据英文cooling(清凉)的音译，把牯牛岭简称为牯岭。这块避暑地由董事会和类似租界工部局的牯岭公司房根据《牯岭约法》进行行政管理。编号出售土地，征收捐税，派设警察，进行市政建设。在此配合地形和水系规划建设了纵横交错的道路，设立路灯，沿河滩种植了上万株树木，规定每号3.7亩的土地只准盖一幢别墅，保证建筑密度控制在15％以下。形成溪水潺潺，绿树成荫，一派田园城市风格的风景优美的居住环境。1904年又签订了推广租地合约。此后先后有20多个国家的传教士、商人以及中国各界人士，竞相到牯岭兴建避暑别墅，到1928年别墅总数达712栋。其中属于外国人的有518栋，属于中国人的有194栋。宛如万国建筑博物馆。每年夏天，从长江流域各省来山上避暑的外国人越2000人，其中仅英美两国传教士就有1000多人，常住人口也有约1000人。
在同一时期均由西方传教士开发的中国几大避暑胜地中，以江西牯岭的规模最大。其次是河北北戴河、浙江武康（今属德清）莫干山和河南信阳鸡公山。规模较小的还有福建福州郊外的鼓岭（英文：Kuliang）等。

#### 道路
- 河东路
- 河西路
- 中路
- 上中路
- Edinburgh Rd （爱丁堡路），今中一路
- Auditorium Rd（演 厅 路），今中二路
- Epworth Rd（爱普华氏路），今中三路
- Cambridge Rd（剑 桥 路），今中四路
- Oxford Rd（牛津 路），今中五路
- Northfield Rd（罗斯菲尔路），今中六路
- Harvard Rd（哈佛路），今中七路
- Yale Rd（雅礼路），今中八路
- Cardiff Rd（克地弗路），今中九路
- Pennsylvania Rd（宾夕法尼亚路），今中十路
- Azalea Rd（脂红路）
- Hankow Gorge Rd（汉口峡路）
- Berlin Rd（柏林路），今柏树路

### 交收
1935年12月30日，中英就交收牯岭避暑地达成协议。1936年元旦，中国政府正式接收这一避暑地。
用胡适的话说：“庐山有三处史迹代表三大趋势：（一）慧远的东林，代表中国“佛教化”与佛教“中国化”的大趋势。（二）白鹿洞，代表中国近世七百年的宋学大趋势。（三）牯岭，代表西方文化侵入中国的大趋势。”

## 芦林
东谷南面不远处的芦林避暑地由俄国东正教会开辟，规模较小。1919年租给汉口俄租界。1924年连同汉口俄租界一起被湖北省政府接收。1929年转归江西省庐山管理局。1955年拦水形成一个风景优美的水库（芦林湖）。芦林一号是1961年建造的毛泽东别墅。现在是庐山博物馆。

## 名人别墅
- 美庐